# Sidi Ahmad al-Baqqai
Sidi Ahmad al-Baqqa'i (auch al-Bakkai; * vermutlich 1803 in der Oase Mabruk in der Region Azawad, nördlich von Timbuktu; † 1865 bei Timbuktu) war einer der bedeutendsten Korangelehrten Westafrikas im 19. Jahrhundert.

## Der Clan al-Baqqai

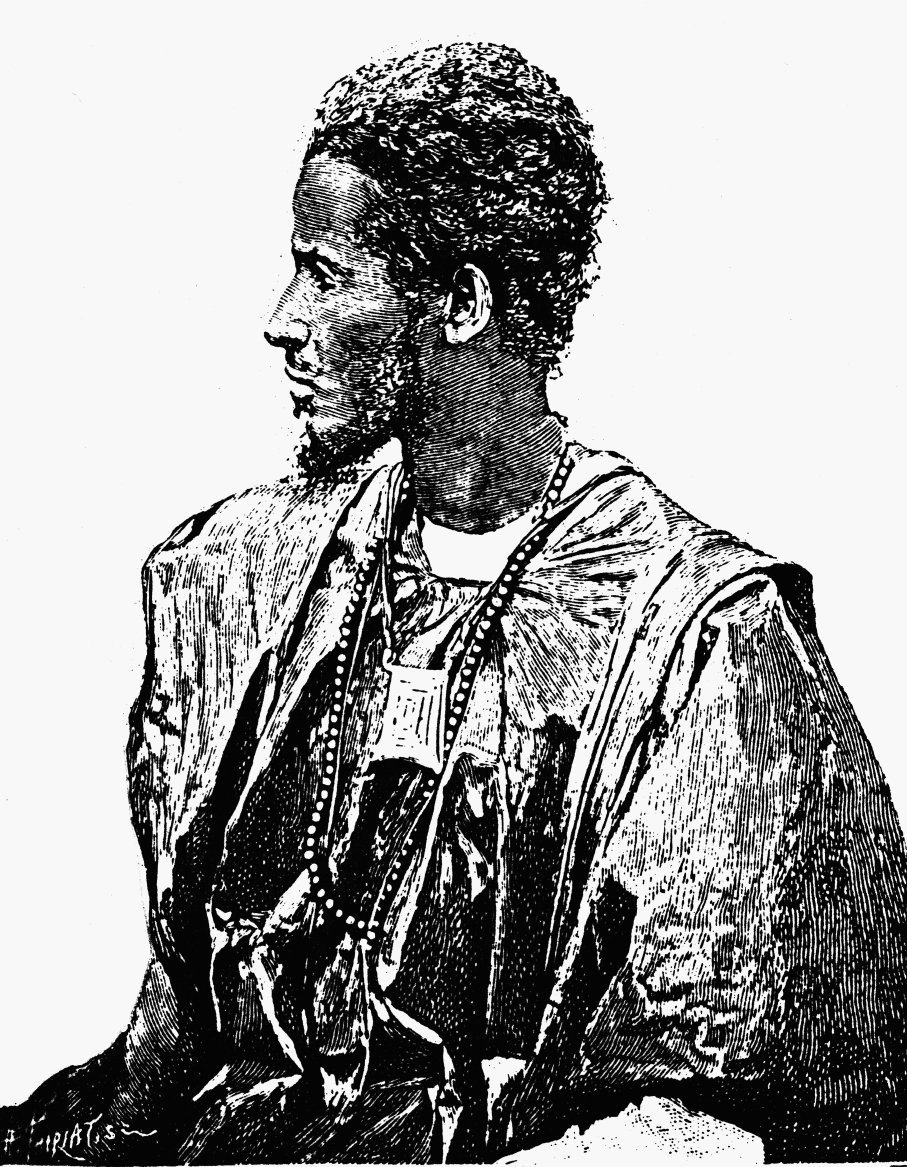
Korangelehrter der Kunta aus der Gegend um Timbuktu, 2. Hälfte des 19. Jahrhunderts

Die Familie al-Baqqai stammte aus Mauretanien und gehörte dem maurischen Volk der Kunta an, das in den Gebieten nordwestlich von Timbuktu nomadisierte. Die Führer des Clans führten ihre Abstammung auf Uqba ibn Nafi († 683), den Eroberer Nordafrikas, zurück. Sie galten im gesamten Sahara-Raum als bedeutende Korangelehrte und gehörten der in Nordwestafrika verbreiteten Tariqa der Qadiriyya an. In diesem muslimischen Sufi-Orden trugen sie den Titel eines Scheikh. Einzelne Autoren sprechen auch davon, dass sich der al-Baqqai-Clan von der Qadiriyya abgespalten und eine eigene tariqa (Mukhtariyya oder Baqqiyya) gegründet habe, die sich durch eine besondere Offenheit gegenüber anderen Religionen, u. a. auch gegenüber dem Christentum, auszeichnete. Seit der Eroberung von Timbuktu durch die Fulbe um 1820 bestand ein dauernder Konflikt zwischen den al-Baqqai und den Emiren bzw. Kalifen von Massina, die ebenfalls für sich den Rang eines religiösen Führers beanspruchten. Zu einer ersten Konfrontation kam es 1826, als der britische Forschungsreisende Alexander Gordon Laing, der sich offen als Christ zu erkennen gab, in Timbuktu ankam und von Sidi Muhammad al-Mukhtar (genannt "al-Kunti") gegen die Anfeindungen fundamentalistischer Kreise in der Stadt geschützt wurde.
Sidi Muhammad al-Mukhtar starb nur wenige Wochen nach der Ermordung Laings, die er nicht hatte verhindern können, bei einer verheerenden Gelbfieberepidemie, und sein ältester Sohn Sidi Mukhtar al-Saghir nahm seine Stellung als geistlicher und politischer Führer von Timbuktu ein. Ihm folgte 1847 der jüngere Bruder Ahmad al-Baqqai. Von seinen Vorgängern erbte dieser zahlreiche Schriften; er sammelte weitere Dokumente aller Art und verfasste auch selber zahlreiche Schriften, sowohl theologische und juristische Abhandlungen als auch Gedichte in arabischer Hochsprache. Überdies führte er einen ausgedehnten Schriftwechsel mit anderen muslimischen Gelehrten. Der größte Teil seiner Bibliothek ging verloren, als sein Sohn Za'in al-Abidin nach der Besetzung Timbuktus durch die Franzosen (1895/96) in Richtung Norden zu den Tuareg des Ahaggar-Gebirges fliehen musste.
Al-Baqqai war trotz der Oberhoheit der Fulbe über das Gebiet um Timbuktu die unbestrittene religiöse und auch politische Autorität unter den Muslimen der Region. In den dauernden Zwistigkeiten zwischen den Kunta- und Tuareg-Nomaden trat er als Schlichter auf, und sein Richterspruch wurde anstandslos respektiert. Der französische Afrikaforscher Henri Duveyrier, der um 1860 die Tuareg im Süden des heutigen Libyen besuchte, berichtet, dass sein Ansehen selbst bis ins Tassili n'Ajjer reichte und sein Urteil in verschiedenen Fragen der Religion und der Rechtsprechung von den Korangelehrten der nördlichen Tuareg respektiert wurde.

## al-Baqqai und Heinrich Barth (1853–54)
Al-Baqqai wurde international berühmt, als er den deutschen Afrikaforscher Heinrich Barth, der im September 1853 nach Timbuktu kam, unter seinen Schutz stellte und damit einen gefährlichen Konflikt mit dem Oberherrn der Stadt, dem Fulbe-Herrscher von Massina, heraufbeschwor. In seiner an den Herrscher von Massina gerichteten fatwa, einem juristischen Gutachten auf der Basis der islamischen Glaubensüberlieferung, definierte er die Rechtsstellung des christlichen Reisenden und warf dem Fulbe-Herrscher vor, dass er mit seinem Befehl, Barth zu vertreiben oder zu töten, gegen die Grundsätze des Islam verstoße. Dieser Vorwurf wog umso schwerer, als sich der Fulbe-Herrscher als höchster politischer und geistlicher Führer aller Muslime am Niger (amīr al-mu’minīn) betrachtete und sich als Kalifen bezeichnen ließ. Der Scheikh hingegen bestritt diesen Anspruch und stellte in seiner fatwa fest, dass der Herrscher den Rang eines Kalifen zu Unrecht beanspruche und er und seine Räte in geistlichen und juristischen Fragen das Urteil des obersten Korangelehrten von Timbuktu einzuholen hätten.

Lager des Scheikh al-Baqqai im Frühjahr 1854 in der Nähe von Timbuktu (nach Heinrich Barth)

Als die Fulbe versuchten, die Bevölkerung von Timbuktu gegen Barth aufzuwiegeln, brachte der Scheikh seinen Gast in ein Nomaden-Lager außerhalb der Stadt, wo der Christ den Schutz der Tuareg genoss und seinen Forschungen über die Kultur der Wüstenkrieger weiter nachgehen konnte.
Barth und al-Baqqai schlossen einen Vertrag ab, in dem sich Großbritannien verpflichtete, die Souveränität der Tuareg und Timbuktus gegenüber den Franzosen, die von der algerischen Sahara und vom Senegal gegen das Nigerknie vorrückten, zu schützen. Die Angst vor einer französischen Eroberung dürfte ohnehin dazu beigetragen haben, die Stimmung gegen Barth aufzuheizen. Der Scheikh erhoffte sich durch den Vertrag eine Sicherung seiner Position auch gegenüber den Fulbe von Massina, während die Briten in erster Linie das Nigergebiet für ihren Handel zu erschließen hofften und die französische Konkurrenz fernhalten wollten.
In der Geschichte der Afrikaforschung nimmt Heinrich Barths Anwesenheit in Timbuktu einen wichtigen Platz ein. Der Forscher, der dem Islam aufgeschlossen gegenüberstand, sich in der theologischen Literatur sehr gut auskannte und fast perfekt Arabisch sprach, führte mit al-Baqqai lange Gespräche über die Gemeinsamkeiten der beiden Religionen – ein frühes Beispiel für den heute immer wieder geforderten interkulturellen Dialog. Dank seiner Sprachkenntnisse und seines großen Interesses an der westafrikanischen Geschichte konnte Barth eine Reihe von wichtigen Chroniken und anderen Schriften auswerten, die ihm al-Baqqai zur Verfügung stellte.

## Scheitern der Bündnispolitik al-Baqqais
Die britische Regierung hatte bereits zu der Zeit, als Barth in Timbuktu weilte, das Interesse an direkten Beziehungen zu den Völkern der Sahara verloren, nachdem sich zeigte, dass der Vorstoß zu den Handelszentren des Sahel auch über den Niger möglich war. Barths spätere Bemühungen, die britische Seite zur Ratifizierung der von ihm geschlossenen Verträge zu bewegen, waren zum Scheitern verurteilt. Eine hochrangige Delegation von Kunta und Tuareg, die von einem Verwandten al-Baqqais angeführt wurde, musste in Tripolis umkehren, da niemand in London sie empfangen wollte.
London und Paris hatten zwischenzeitlich ihre Einflussgebiete in Nord- und Westafrika abgesteckt. Das Gebiet der Tuareg wurde Frankreich zugesprochen. Angesichts der immer näher rückenden französischen Truppen am Senegal sah sich al-Baqqai gezwungen, wieder näher an die Fulbe heranzurücken, vor allem nachdem deren Machtposition am Nigerknie durch die aus dem Senegal vorstoßenden Truppen der Tukulor, deren Anführer Hadsch Umar den Djihad ausgerufen hatte, bedroht wurde. Im Jahre 1862 führte al-Baqqai ein Heer der Tuareg und Kunta an, das einen Angriff auf Timbuktu zurückschlug. Von da an regierten die Tuareg wieder unumschränkt über die Stadt. Der Scheikh starb vermutlich 1865 (s. Diskussion).
Nach seinem Tod führte sein Sohn Za'in al-Abidin diese Politik noch konsequenter durch und bestritt im Gegensatz zu seinem Vater nicht länger die Ansprüche der Fulbe-Herrscher auf die geistliche Führung der Muslime im heutigen Mali. Hinter dieser Kehrtwendung stand vermutlich auch die Furcht, dass Timbuktu zum Spielball der untereinander zerstrittenen Tuareg-Konföderationen werden könnte. Als 1880 der österreichische Forschungsreisende Oskar Lenz nach Timbuktu kam, wurde er zwar von den Tuareg begrüßt, die ihn für Barths Sohn hielten; doch Abidin mied den Reisenden, um einen Konflikt mit den Fulbe zu vermeiden, unternahm allerdings auch nichts gegen die Christen. Nach der Eroberung von Timbuktu durch den späteren Marschall Joffre führte Scheikh Ahmad Neffe Za'in al-Abidin Ould Mohamed al-Kunti den Widerstand gegen die Kolonialherren und rief vom Azawad den Djihad aus. Doch musste er sich angesichts der französischen Übermacht zuerst ins Adrar n'Ifoghas, dann ins Ahaggar-Gebirge zurückziehen, von wo aus er den weiteren Widerstand zu steuern hoffte. Als das Gebirge jedoch 1902 ebenfalls von den Franzosen erobert wurde, zog er sich ganz in die Stammheimat seines Geschlechts, nach Mauretanien, zurück. Über sein Ende ist nichts Näheres bekannt.
Einzelne Nachkommen der Familie al-Baqqai leben heute noch in Mali und sind teilweise auch in der Politik tätig.